# 咸兴站

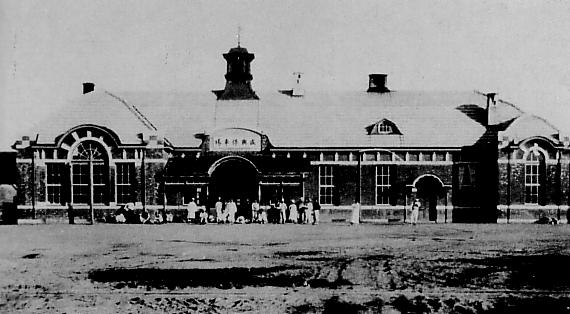
朝鮮日治時期的咸興站

咸兴站（：／ Hamhŭng yŏk */?）是位于朝鮮民主主義人民共和國咸鏡南道咸興市的一個鐵路車站，屬於平羅線、西湖線與新興線。咸興站為朝鮮第二大城咸興市的交通樞紐，早期站舍由日本設計，外觀為西式建築風格，不過原有站房在韓戰期間被摧毀，現在的站房為戰後重建。

## 邻近车站
- 平羅線

州西站 - 咸興站 - 咸興操車場
- 新興线

咸興操車場 - 咸興站 - Kadam站
- 西湖线

咸興站 - 西咸興站

## 外部連結
- 現今咸興車站照片（页面存档备份，存于）